# Джиных
Джиных — село в Рутульском районе Дагестана. Входит в Кальяльский сельсовет.

## Географическое положение
Расположено в верхнем течении реки Самур в месте впадения в неё реки Дюльтычай, в 35 км северо-западнее районного центра села Рутул.

## Население
| 1895 | 1926 | 1939 | 1970 | 1989 | 2002 | 2010 |
| ---- | ---- | ---- | ---- | ---- | ---- | ---- |
| 532  | ↘262 | ↘152 | ↗177 | ↗314 | ↘227 | ↗278 |
| 2021 |      |      |      |      |      |      |
| ↗301 |      |      |      |      |      |      |

```
Моноэтническое 
цахурское
 село
[
9
]
.
```

## Тухумы Джиныха
Селение Дженых состоит из следующих тухумов:
- Талхеванмы
- Качаламы
- Кадеванмы
- Гаджимусаванмы
- Гопрамы
- Пехливанамы
- Гасеванмы
- Тюхеванмы
- Эмирамы
- Клеванмы
- Махеванмы
- Акеванмы
- Шехеванмы
- Картеванмы
- Сейдиханамы
- Бахаяурамы